# Uraysk
Huyện Uraysk (tiếng Nga: ? райо́н) là một huyện hành chính tự quản (raion), của Khanty-Mansiy, Nga. Huyện có diện tích 3 kilômét vuông, dân số thời điểm ngày 1 tháng 1 năm 2000 là 38400 người. Trung tâm của huyện đóng ở Uraysk.